# Форрест Гріффін
Фо́ррест Грі́ффін (англ. Forrest Griffin; *1 липня 1979, Колумбус, Огайо, США) — американський спортсмен, спеціаліст зі змішаних бойових мистецтв. Чемпіон світу зі змішаних бойових мистецтв у напівважкій ваговій категорії за версією UFC (2008 рік). Переможець першого сезону «Абсолютного бійця» у напівважкій ваговій категорії (2005 рік). Член Зали слави UFC (з 2013 року).
Форрест — рішучий і безкомпромісний боєць, який вирізнявся із числа чемпіонів UFC особливо яскравими виступами. Його переможний бій проти Стефана Боннара займав перше місце у сотні найкращих боїв в історії UFC за опитуванням глядачів. Також у найкращу сотню входили його бої з чемпіонами UFC Куінтоном «Лютим» Джексоном (перемога) та Рашадом Евансом (поразка), з чемпіоном PRIDE Маурісіу Руа (перемога) і ветераном UFC Кітом Джардіном (поразка).
Виступи Гріффіна в межах чемпіонату UFC відзначались такими грошовими преміями:
- «Бій вечора» (5 разів)
- «Підкорення вечора» (1 раз)

Видання «Wrestling Observer Newsletter» двічі відзначало бої Гріффіна премією «Бій року»: в 2005 за бій проти Стефана Боннара (фінал «Абсолютного бійця») та в 2008 за бій проти Куінтона Джексона (титульний бій). У 2006 році видання «Fighting Spirit Magazine» оголосило «Боєм року» поєдинок Гріффіна проти Тіто Ортіса.
Форрест Гріффін називав себе бійцем вільного стилю. У своїх виступах він демонстрував навички як з ударної техніки (муай тай, бокс), так і з техніки боротьби (зокрема дзюдзюцу). Гріффін є знавцем бразильського дзюдзюцу (чорний пояс).

## Кар'єра
Гріффін дебютував у UFC навесні 2005 року, провівши успішний сезон у реаліті-шоу «Абсолютний боєць» та перемігши за очками Стефана Боннара. Наступний рік був для Гріффіна невдалим: він програв за очками затяжний бій проти Тіто Ортіса (бійці були нагороджені премією «Бій вечора», а згодом — премією «Бій року»), а також неочікуваним нокаутом бій проти Кіта Джардіна. Проте у наступний період Гріффіна чекав несподіваний успіх, що розпочався гучним апсетом у бою проти чемпіона PRIDE Маурісіу Руа. Гріффін виходив на бій значним аутсайдером, але переміг Руа підкоренням у третьому раунді. Ця перемога миттєво вивела Форреста у претенденти на чемпіонський титул, котрий він, знову будучи аутсайдером, виграв у Куінтона Джексона на прізвисько «Лютий».
У 2008 році Гріффін вийшов на обов'язковий захист титулу чемпіона, і програв завойований пояс непереможеному на той час Рашаду Евансу. У період 2009 – 2012 років Гріффін провів лише п'ять боїв: програв нокаутами бразильцям Маурісіу Руа (бій-реванш) та Андерсону Сілві; виграв за очками у Тіто Ортіса (бій-реванш) та Річа Франкліна. У 2012 році Форрест завершив кар'єру. У 2013 році був включений Зали слави UFC.

## Статистика в змішаних бойових мистецтвах

### Серед професіоналів
| Результат | Противник             | Спосіб                            | Раунд | Час  | Дата              | Місце                                | Подія                                               | Примітки                                                                                   |
| --------- | --------------------- | --------------------------------- | ----- | ---- | ----------------- | ------------------------------------ | --------------------------------------------------- | ------------------------------------------------------------------------------------------ |
| Перемога  | Тіто Ортіс            | Рішення суддів (одностайне)       | 3     | 5:00 | 7 липня 2012      | Лас-Вегас, Невада, США               | «UFC 148»                                           | Нагороджений премією «Бій вечора».                                                         |
| Поразка   | Маурісіу Руа          | Нокаут (удари кулаками)           | 1     | 1:53 | 27 серпня 2011    | Ріо-де-Жанейро, Бразилія             | «UFC 134»                                           |                                                                                            |
| Перемога  | Річ Франклін          | Рішення суддів (одностайне)       | 3     | 5:00 | 5 лютого 2011     | Лас-Вегас, Невада, США               | «UFC 126»                                           |                                                                                            |
| Перемога  | Тіто Ортіс            | Рішення суддів (роздільне)        | 3     | 5:00 | 21 листопада 2009 | Лас-Вегас, Невада, США               | «UFC 106»                                           |                                                                                            |
| Поразка   | Андерсон Сілва        | Нокаут (удар кулаком)             | 1     | 3:23 | 8 серпня 2009     | Філадельфія, Пенсільванія, США       | «UFC 101»                                           | Нагороджений премією «Бій вечора».                                                         |
| Поразка   | Рашад Еванс           | Технічний нокаут (удари руками)   | 3     | 2:46 | 27 грудня 2008    | Лас-Вегас, Невада, США               | «UFC 92»                                            | Втратив титул чемпіона у напівважкій ваговій категорії. Нагороджений премією «Бій вечора». |
| Перемога  | Куінтон Джексон       | Рішення суддів (одностайне)       | 5     | 5:00 | 5 липня 2008      | Лас-Вегас, Невада, США               | «UFC 86»                                            | Виграв титул чемпіона у напівважкій ваговій категорії. Нагороджений премією «Бій вечора».  |
| Перемога  | Маурісіу Руа          | Підкорення (удушення руками)      | 3     | 4:45 | 22 вересня 2007   | Анахайм, Каліфорнія, США             | «UFC 76»                                            | Нагороджений премією «Підкорення вечора».                                                  |
| Перемога  | Ектор Рамірес         | Рішення суддів (одностайне)       | 3     | 5:00 | 16 червня 2007    | Белфаст, Північна Ірландія, ВБ       | «UFC 72»                                            |                                                                                            |
| Поразка   | Кіт Джардін           | Технічний нокаут (удари руками)   | 1     | 4:41 | 30 грудня 2006    | Лас-Вегас, Невада, США               | «UFC 66»                                            |                                                                                            |
| Перемога  | Стефан Боннар         | Рішення суддів (одностайне)       | 3     | 5:00 | 26 серпня 2006    | Лас-Вегас, Невада, США               | «UFC 62»                                            |                                                                                            |
| Поразка   | Тіто Ортіс            | Рішення суддів (роздільне)        | 3     | 5:00 | 15 квітня 2006    | Анахайм, Каліфорнія, США             | «UFC 59»                                            | Нагороджений премією «Бій вечора».                                                         |
| Перемога  | Елвіс Сіносіч         | Технічний нокаут (удари кулаками) | 1     | 3:30 | 7 жовтня 2005     | Ансвіль, Коннектикут, США            | «UFC 55»                                            |                                                                                            |
| Перемога  | Білл Махуд            | Підкорення (удушення руками)      | 1     | 2:18 | 4 червня 2005     | Атлантик-Сіті, Нью-Джерсі, США       | «UFC 53»                                            |                                                                                            |
| Перемога  | Стефан Боннар         | Рішення суддів (одностайне)       | 3     | 5:00 | 9 квітня 2005     | Атлантик-Сіті, Нью-Джерсі, США       | «The Ultimate Fighter 1 Finale»                     | Став переможцем «Абсолютного бійця» у напівважкій ваговій категорії.                       |
| Перемога  | Едсун Парідан         | Нокаут (удар кулаком)             | 1     | 1:04 | 18 грудня 2003    | Натал, Ріу-Гранді-ду-Норті, Бразилія | «HFC 2: Evolution»                                  |                                                                                            |
| Поразка   | Джеремі Горн          | Нокаут (удар ногою)               | 2     | 3:40 | 6 вересня 2003    | Денвер, Колорадо, США                | «IFC: Global Domination» Гран-прі IFC (півфінал)    |                                                                                            |
| Перемога  | Чейл Соннен           | Підкорення (удушення ногами)      | 1     | 2:25 | 6 вересня 2003    | Денвер, Колорадо, США                | «IFC: Global Domination» Гран-прі IFC (чвертьфінал) |                                                                                            |
| Перемога  | Ебенезір Фонтіс Брага | Підкорення (удушення руками)      | 1     |      | 31 липня 2003     | Натал, Ріу-Гранді-ду-Норті, Бразилія | «HFC 1: Genesis»                                    |                                                                                            |
| Перемога  | Стів Сейдж            | Підкорення (удари кулаками)       | 1     | 1:45 | 15 грудня 2002    | Берналілло, Нью-Мексико, США         | «KOTC 20: Crossroads»                               |                                                                                            |
| Перемога  | Тревіс Фултон         | Технічний нокаут (розсічення)     | 1     | 5:00 | 26 жовтня 2002    | Атланта, Джорджія, США               | «CC 1: Halloween Heat»                              |                                                                                            |
| Перемога  | Джефф Монсон          | Рішення суддів (одностайне)       | 4     | 4:00 | 29 червня 2002    | Маріетта, Джорджія, США              | «WEFC 1: Bring It On»                               |                                                                                            |
| Перемога  | Кент Хенслі           | Підкорення (удушення ногами)      | 1     | 2:26 | 12 квітня 2002    | Атланта, Джорджія, США               | «ISCF: Battle at the Brewery»                       |                                                                                            |
| Перемога  | Джейсон Бресвелл      | Рішення суддів (роздільне)        | 3     | 4:00 | 26 січня 2002     | Лейкленд, Флорида, США               | «RSF 7: Animal Instinct»                            |                                                                                            |
| Перемога  | Віен Леш              | Підкорення (удушення руками)      | 1     |      | 24 листопада 2001 | Південно-Африканська Республіка      | «Pride and Honor»                                   |                                                                                            |
| Поразка   | Ден Северн            | Рішення суддів (одностайне)       | 3     | 4:00 | 27 жовтня 2001    | Аугуста, Джорджія, США               | «RSF 5: New Blood Conflict»                         |                                                                                            |

### Серед любителів
| Результат | Противник      | Спосіб                      | Раунд | Час  | Дата                          | Місце                  | Подія                        | Примітки |
| --------- | -------------- | --------------------------- | ----- | ---- | ----------------------------- | ---------------------- | ---------------------------- | --- |
| Перемога  | Сем Хогер      | Технічний нокаут            | 2     | 1:05 | 17 січня 2005 – 4 травня 2005 | Лас-Вегас, Невада, США | 1 сезон «Абсолютного бійця». | До участі у реаліті-шоу «Абсолютний боєць» допускаються і любителі і професіонали, проте результати змагань в професійну статистику спортсменів не заносяться. |
| Перемога  | Алекс Шойнауер | Підкорення (удари кулаками) | 1     | 1:20 | 17 січня 2005 – 4 травня 2005 | Лас-Вегас, Невада, США | 1 сезон «Абсолютного бійця». | До участі у реаліті-шоу «Абсолютний боєць» допускаються і любителі і професіонали, проте результати змагань в професійну статистику спортсменів не заносяться. |